# Joodse begraafplaats (Gulpen)
De Joodse begraafplaats van Gulpen in de Nederlandse provincie Limburg is gelegen langs de Rijksweg, de N278 Maastricht-Vaals. De begraafplaats is vrij toegankelijk. Het beheer rust bij de plaatselijke overheid.
Rond 1690 vestigden zich de eerste joden te Gulpen. Zij hadden er rond 1750 al een eigen begraafplaats. In 1784 kreeg men de beschikking over een huissynagoge en in 1823/1824 over een synagoge die tot 1935 officieel in gebruik bleef. Tot in de Tweede Wereldoorlog waren er joden te Gulpen. De Joodse gemeenschap was toen bij die van Maastricht gevoegd.
De begraafplaats heeft een merkwaardige ligging. De Rijksweg is er deels overheen gebouwd. Ze wordt geflankeerd door een drietal muren. De 22 grafmonumenten zijn bijna allemaal ruim 2 meter hoog. De oudste, bewaard gebleven steen stamt uit 1849, de jongste uit 1942. De grafstenen zijn opgesteld in paren: echtelieden liggen zodoende vlak bij elkaar begraven.
Voor de slachtoffers van de nazivervolging heeft staatssecretaris van Onderwijs en Wetenschappen, N.J. Ginjaar-Maas op 4 mei 1989 een monument onthuld aan de Kiebeukel.